# Período Dinástico Arcaico

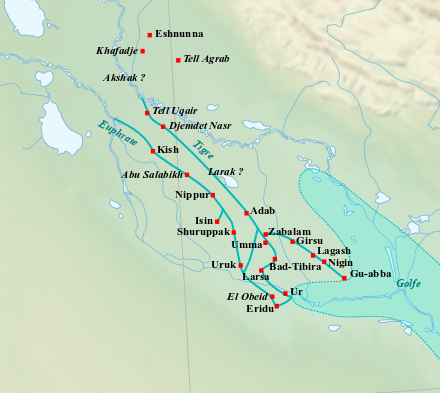
Cidades da região da Baixa Mesopotâmia

Período Dinástico Arcaico é uma cultura arqueológica na Mesopotâmia (atual Iraque) que geralmente é datada de c. 2900–2350 a.C.. e foi precedida pelos períodos de Uruque e Jemdet Nasr. Faz parte da História da Mesopotâmia. Viu o desenvolvimento da escrita e a formação das primeiras cidades e estados. O período em si foi caracterizado pela existência de várias cidades-Estados: pequenos estados com uma estrutura relativamente simples que se desenvolveram e se consolidaram ao longo do tempo. Esse desenvolvimento acabou levando à unificação de grande parte da Mesopotâmia sob o governo de Sargão, o primeiro monarca do Império Acadiano. Apesar desta fragmentação política, as cidades-Estados deste período compartilhavam uma cultura material relativamente homogênea. Cidades sumérias como Uruque, Ur, Lagaxe, Uma e Nipur, localizadas na Baixa Mesopotâmia, eram muito poderosas e influentes. Os Estados do norte e oeste estendiam-se a partir de cidades como Quis, Mari, Nagar e Ebla.
O estudo da Mesopotâmia Central e Baixa tem sido prioritário em regiões vizinhas. Sítios arqueológicos na região - notavelmente Guirsu, mas também Esnuna, Cafaja, Ur e muitos outros - foram escavados desde o século XIX. Estas escavações encontraram textos cuneiformes e muitos outros artefatos importantes. Como resultado, esta área era é mais conhecida do que as regiões vizinhas, mas a escavação e a publicação dos arquivos de Ebla mudaram essa perspectiva ao lançar mais luz sobre as áreas circundantes, como a Mesopotâmia Superior, a Síria ocidental e o sudoeste do Irã. Estas novas descobertas revelaram que a Mesopotâmia Inferior compartilhava muitos desenvolvimentos socioculturais com as áreas vizinhas e que todo o Antigo Oriente Próximo participava de uma rede de intercâmbio na qual circulavam bens e ideias materiais.